# 60 Hudson Street
60 Hudson Street, anteriormente conocido como el Western Union Building, es un edificio de telecomunicaciones que abarca toda la manzana entre Hudson Street, Thomas Street, Worth Street y West Broadway en el barrio de Tribeca en Manhattan, Nueva York. Fue construido entre 1928 y 1930 y diseñado por Ralph Walker, del estudio arquitectónico Voorhees, Gmelin and Walker como la sede de Western Union, función que cumplió hasta 1973. El edificio contiene oficinas, un auditorio, cafetería, tiendas y salas de equipo, junto con 70 millones de metros de cable.
El diseño del edificio muestra la influencia del expresionismo alemán, mientras que el detalle es art decó. Los ladrillos exteriores del edificio combinan tonos oscuros y claros a medida que el edificio se eleva, con una combinación de 19 colores en la fachada. Tanto el interior como el exterior del edificio, que ahora es uno de los concentradores de internet más importantes del mundo, fueron designados monumentos de Nueva York en 1991.

## Concentrador de Internet
Durante el apogeo del telégrafo, el Western Union Building era el primer nexo de comunicaciones en todo el mundo. Desde que Western Union trasladó su sede a Nueva Jersey, el edificio se ha convertido en un centro de colocación, donde más de 100 empresas de telecomunicaciones tienen oficinas y pueden intercambiar tráfico de internet a través de una Meet-me-room y líneas de fibra óptica individuales. Es una vez más el primer nexo de comunicaciones en todo el mundo. La habitación se encuentra en la novena planta en una zona de 15.000 metros cuadrados que es alimentada por una planta de energía de 10.000 amperios. En 2012, un equipo de negociación algorítimica se instaló en edificios cerca de éste con el fin de llevar a cabo el tráfico de microsegundos más rápidamente que Wall Street a una milla de distancia.

En 2006, un jurado de la ciudad de Nueva York aprobó el almacenamiento de cerca de 7.500 litros de combustible diesel en seis plantas del edificio, parte de 300.000 litros de aceite combustible almacenados en el edificio. Hubo una gran oposición por parte de la comunidad, ya que la presencia de aceite combustible ocasionaba un riesgo de incendio que podría resultar en una falla catastrófica del edificio, similar a lo que le sucedió al World Trade Center 7, que se derrumbó tras los atentados del 11 de septiembre de 2001.

## Galería

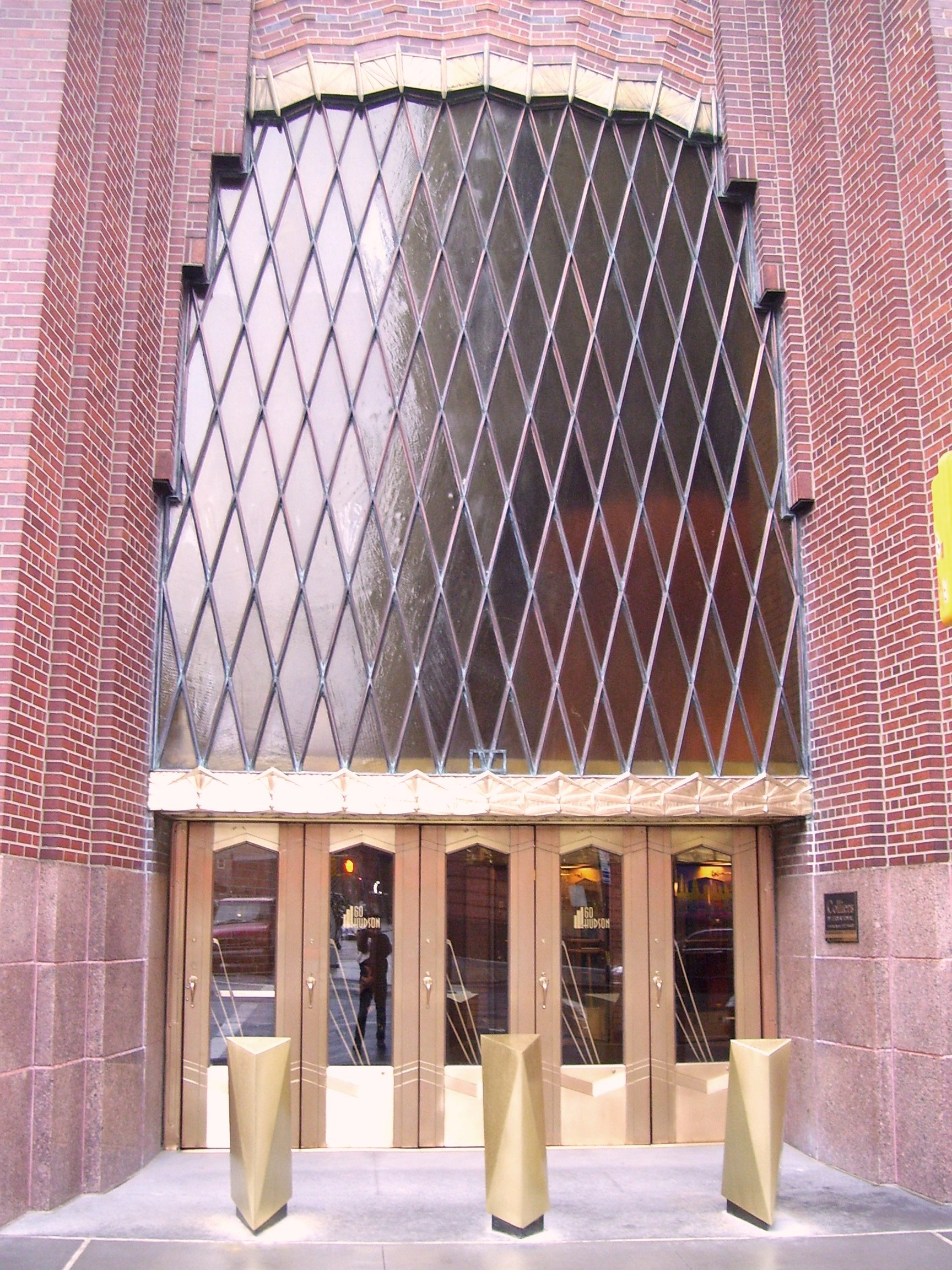
Entrada
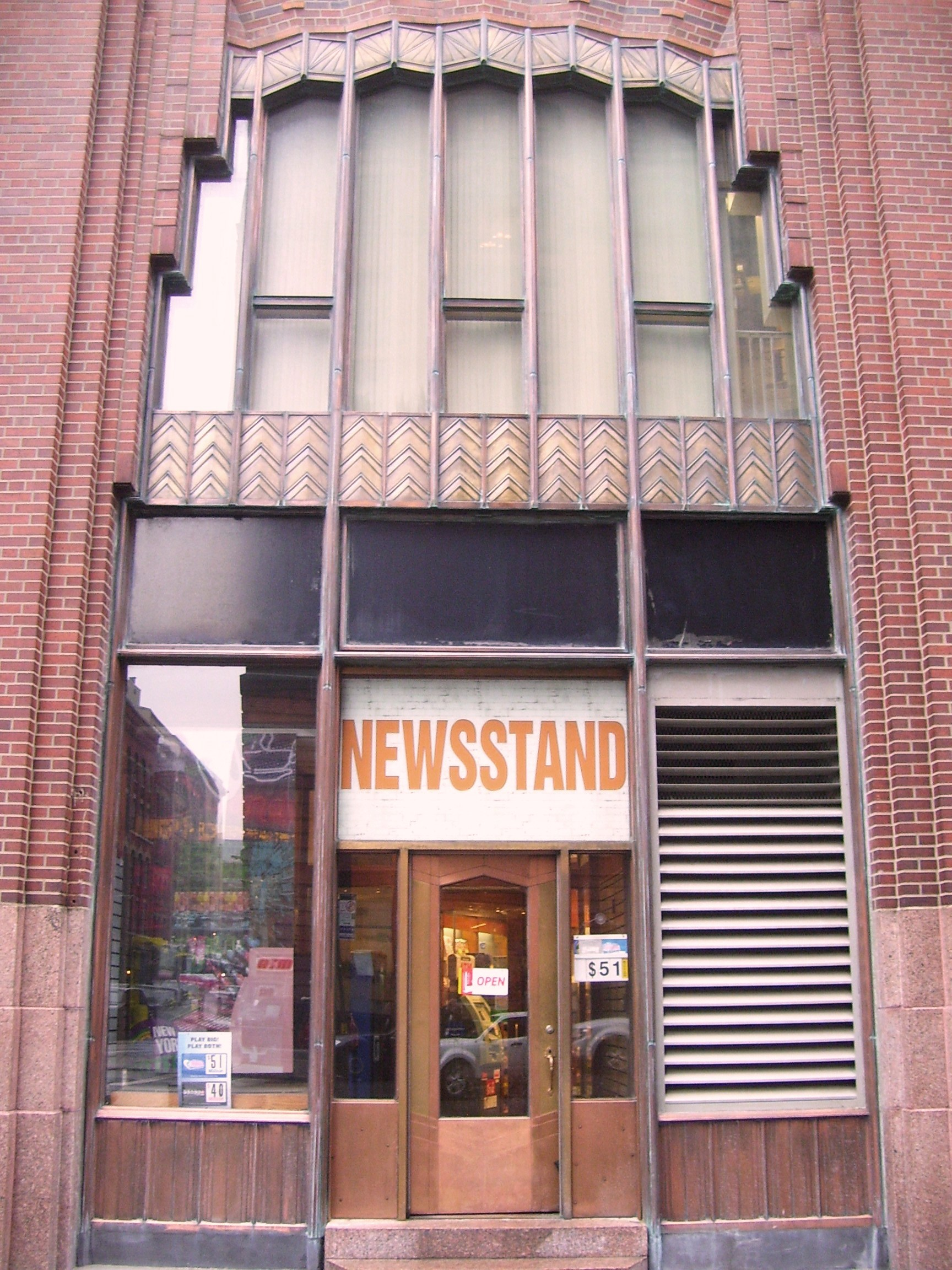
Entrada con un puesto de periódicos
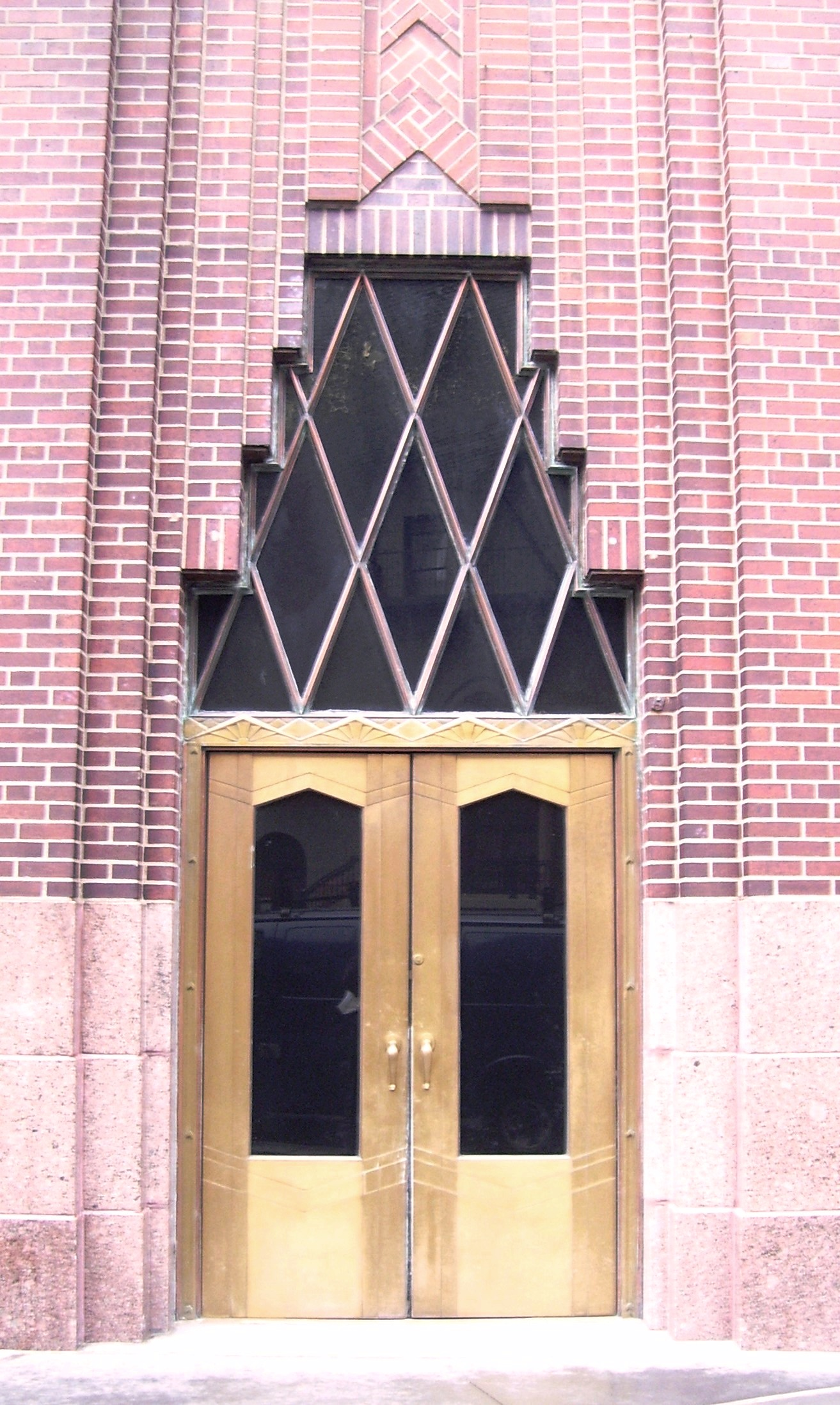
Entrada lateral
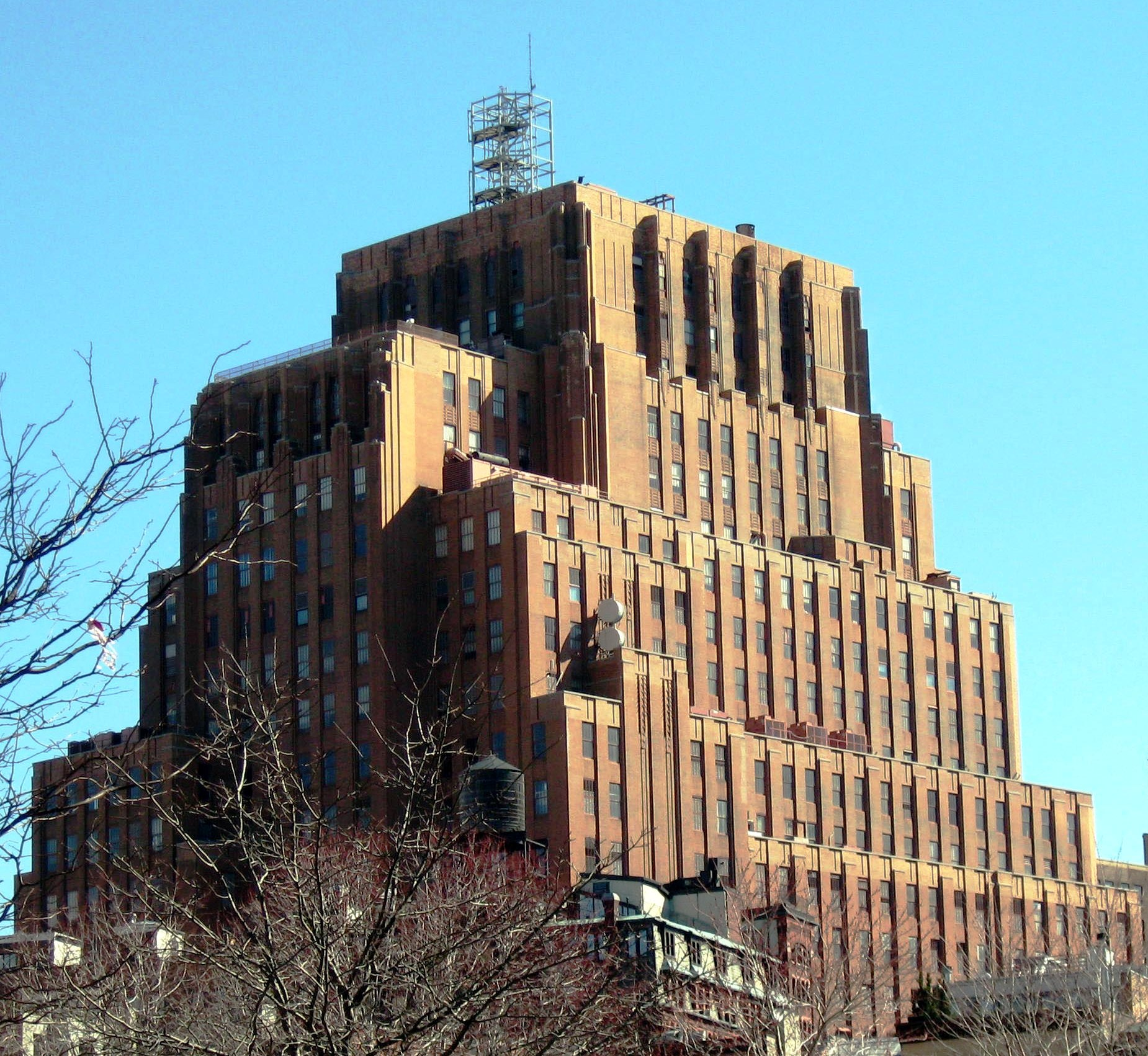
La azotea del edificio desde Chambers Street